# トヨタ・G16E型エンジン
トヨタ・G16E型エンジン（トヨタ・G16Eがたエンジン）とはトヨタ自動車が製造する水冷直列3気筒ガソリンエンジンの系列である。

## 概要
M15A型エンジンを排気量拡大して開発されたエンジンであり、登場当初はGRヤリス専用に設計された。現時点ではダイナミックフォース・スポーツエンジンの初弾となったG16E-GTS型のみがラインナップされている。

## 系譜
- エンジン型式一覧の自動車用エンジンの系譜を参照。

## バリエーション

### G16E-GTS
主要スペック

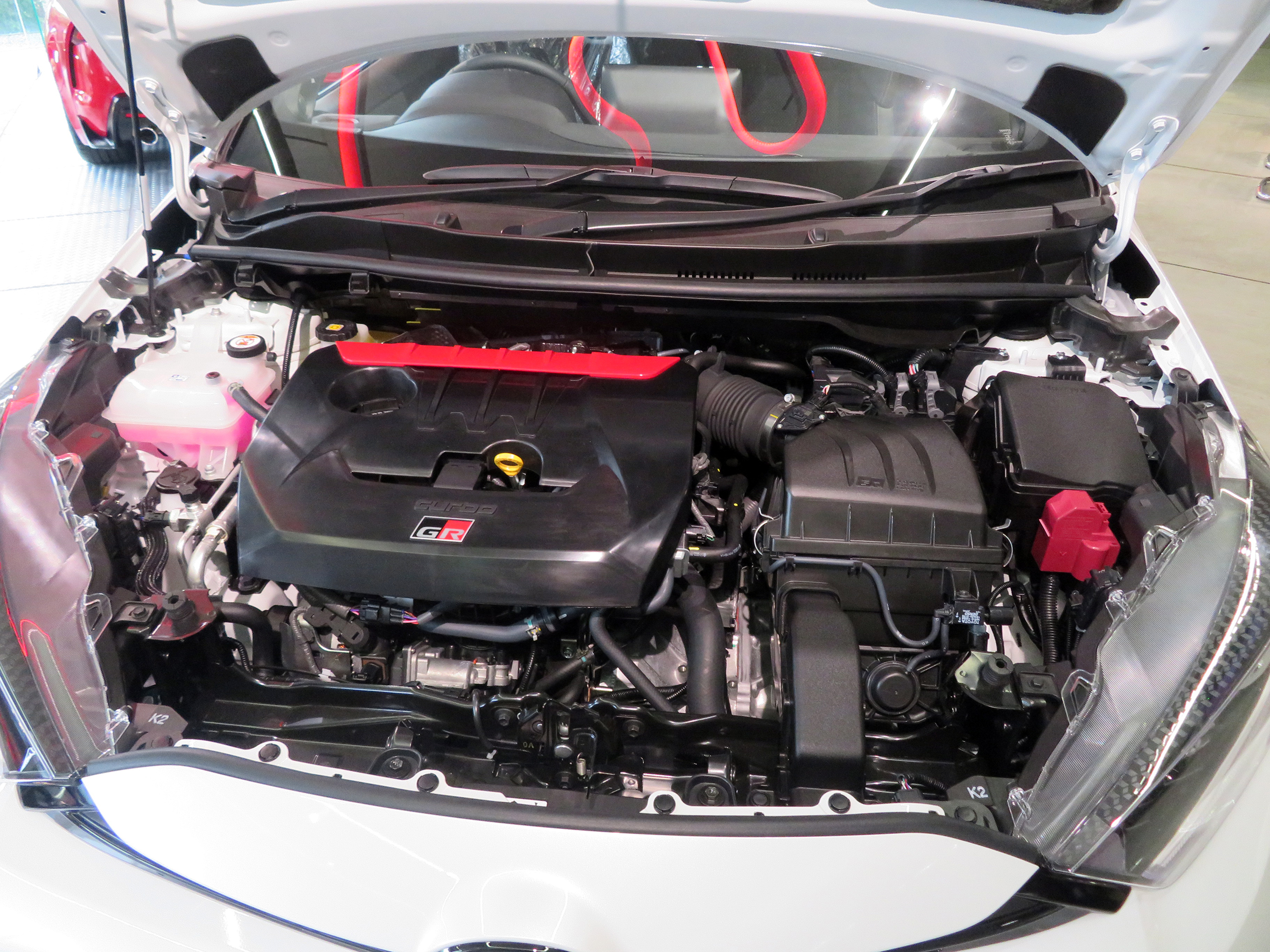
GRヤリスに搭載されるG16E-GTS型エンジン

- タイプ : 水冷直列3気筒DOHC12バルブ[2]
- 過給機 : IC付きボールベアリングターボ[2]
- 内径×行程 : 87.5 mm×89.7 mm[2]
- 排気量 : 1,618cc[7]
- 最高出力 :272PS（200kW）/ 6,500rpm[7]
- 最大トルク : 370 N・m（37.7 kgf・m） / 3,000 – 4,600 rpm[7]
- 乾燥重量 : 109kg[2]
- 燃料 : 無鉛プレミアムガソリン[7]
- 圧縮比 : 10.5:1[2]

## 搭載車種
- トヨタ・GRヤリス（RZ"High Performance" / RZ / RC）
- トヨタ・GRカローラ（MORIZO Edition / RZ）
- レクサス・LBX（MORIZO RR）